# Сельское хозяйство Мексики
Сельское хозяйство в Мексике — исторически и политически важная отрасль экономики, несмотря на то, что ее вклад в ВВП страны составляет всего 1.95% (2024). Мексика является одним из центров происхождения растений: родиной кукурузы, бобовых, помидоров, тыквы, хлопка, ванили, авокадо, какао и ряда специй. Домашняя птица в доколумбову эпоху была представлена исключительно мускусными утками и одомашненной индейкой. 
В ранний колониальный период под влиянием испанцев в растениеводстве появились новые сельскохозяйственные культуры, а также стало развиваться животноводство, появились крупный рогатый скот, лошади, ослы, мулы, овцы, козы, свиньи и куры. До Мексиканской революции фермерство в основном было крупным и базировалось на частной собственности. После революции произошло перераспределение земли. Однако с конца XX века экономическая политика Мексики и Североамериканской зоны свободной торговли вновь способствуют развитию крупного фермерства, а также сельскохозяйственных холдингов. Основными культурами являются кукуруза, пшеница, тропические фрукты, а также овощи. В структуре экспорта большую долю занимает кофе, тропические фрукты, зимние фрукты и овощи. До 60% всего объема экспорта направляется в США.

## История
Сельское хозяйство в Мексике развивалось с давних времен. Так, ацтеки достигли больших успехов в этой области, невзирая на тот факт, что на значительной части Ацтекской империи, как, впрочем, и современной Мексики, природные условия неблагоприятны для успешного ведения сельского хозяйства. Основными продуктами питания ацтеков были маис (кукуруза), бобы и тыквенные. Для их выращивания ацтеки создали искусственные острова, или чинампы, на озере Тескоко; на этих островах выращивали зерновые и садовые культуры. Чинампы были очень эффективны и давали до семи урожаев в год, на основе текущих урожаев чинампа было подсчитано, что 1 гектар чинампа может прокормить 20 человек, а с 9 000 гектаров чинампа собирали продовольствия на 180 000 человек. Также важной сельскохозяйственной культурой являлась агава, из сока которой производили алкогольные напитки, а из волокон — одежду. Какао, зёрна которого помимо всего прочего использовались в качестве денег, считалось редкостью. Было распространено разведение индеек.
После колонизации Мексики испанцами значительная часть обращенного в рабство индейского населения трудилась на плантациях. Позже в качестве дешевой рабочей силы стали применяться привезенные из Африки негры. Типичными сельскохозяйственными культурами того времени были бобовые, кукуруза, табак, ананасы, перец чили. Широко было распространено разведение крупного рогатого скота, в результате чего большие площади земли были отведены под пастбища.
Важные аграрные реформы были проведены после Мексиканской революции и во время правления Ласаро Карденаса. Они подразумевали передачу правительством прав на пользование, но не владение значительной части земель так называемыми эхидос — крестьянским общинам. Система эхидос действует в Мексике и в наши дни, наряду с частными фермами.

## Современность
В сельском хозяйстве современной Мексики по-прежнему преобладает растениеводство — выращиваются преимущественно кукуруза, пшеница, соя, рис, бобовые, фрукты, помидоры; также разводятся коровы, овцы и птица. Главными продовольственными культурами являются кукуруза, фасоль и пшеница, посевы которой располагаются в основном на севере страны. Часть фруктов и овощей экспортируется в другие страны, как и кофе, экспорт которого составляет около 1,5 % от общего экспорта страны. В прибрежных районах распространено рыболовство.
В сельском хозяйстве занята значительная часть населения, однако оно малорентабельно. Причинами этого являются неблагоприятные природные условия во многих штатах страны (горы и низкая техническая оснащенность мелких крестьянских хозяйств — сельскохозяйственную технику могут себе позволить, как правило, лишь крупные фермеры). Численность работников, занятых в сельском хозяйстве, со временем снижается — если в 1950 году в нем было занято более половины работников и его составляла 22,5 % от общего ВВП, то в 1997 году в нем было занято лишь 22 % работающего населения страны, и его доля в ВВП составляла 6,1 %.

### Товарное сельское хозяйство
В Мексике выделяют три основных центра товарного сельского хозяйства: побережье Мексиканского залива и штат Чьяпас, ирригационные районы севера и северо-запада, а также регион Бахио в центральной части страны.
В тропической части Мексики наиболее развито выращивание кофе и сахарного тростника. Кофе выращивает на экспорт, в то время как сахарный тростник в основном используется для внутреннего потребления. Также выращивают бананы, ананасы, манго, какао и рис. Помимо этого значимую роль играет ваниль. Хлопок является важной экспортной культурой в штате Чьяпа, а также на севере страны.